# チャールズ・ネルソン・プレイ
チャールズ・ネルソン・プレイ（英語: Charles Nelson Pray,  1868年4月6日 - 1963年9月12日）はアメリカ合衆国・モンタナ州の政治家。所属政党は共和党。
1907年から連邦下院議員を3期務めたほか、モンタナ州地区連邦地方裁判所で裁判官として長年活躍した。

## 経歴・人物
1868年4月6日、プレイはニューヨーク州セントローレンス郡ポツダムに生まれた。地元の公立学校を卒業後、ミドルベリー大学に通い、1891年にイリノイ工科大学のシカゴ法科大学を卒業し、学士を取得した。翌年に弁護士資格を取得し、1893年からイリノイ州シカゴで弁護士事務所を開いた。
1896年からモンタナ州フォートベントンに移住し、弁護士活動を続けた。1897年からモンタナ州シュートー郡第12司法地区の検事補を務め、1899年から1906年まで同地区の検事を務めた。
プレイは1906年連邦下院議員選挙に共和党から出馬し28,268票を獲得し、民主党のT・J・ウォルシュ(22,874票)、社会党のジョン・ハドソン(4,638票)、人民党のJ・H・カルダーヘッド(261票)を破り、当選を果たした。1907年3月4日から1913年3月3日まで下院議員の任期を務めた。任期中には1909年拡大ホームステッド法の成立に携わった。その後のモンタナ州では同法の成立を契機に、移住ブームが発生し、10年で州の人口は10万人増加し、農場の数が2倍になるなど、大きな発展を遂げることになった。
その後、1912年選挙で再選を目指したが、落選した。1914年からモンタナ州カスケード郡グレートフォールズで弁護士業を再開し、一時政界から離れた。1916年のアメリカ上院議員選挙で、政界復帰をもくろむも落選した。
1924年1月21日、カルビン・クーリッジ大統領により、モンタナ州地区連邦地方裁判所の裁判官に指名された。1924年2月8日にアメリカ上院で承認され、同日に任命された。1948年から1957年まで首席判事を務めた。1957年4月10日に準引退扱いのシニア・ステイタスとなった。
1963年9月12日、グレートフォールズで死去。ヒルクレスト・ローン記念墓地に埋葬された。

## エポニム
- モンタナ州 パーク郡 プレイ(Pray): 国勢調査指定地域かつ非法人地域の小規模集落[6]。